# Polscy posłowie do Parlamentu Europejskiego 2004
Polscy posłowie V kadencji do Parlamentu Europejskiego od 1 maja 2004 do 19 lipca 2004, zostali nimi posłowie i senatorowie, którzy do 1 maja 2004 uczestniczyli w pracach Parlamentu Europejskiego jako obserwatorzy. Objęli mandaty posłów z dniem wstąpienia Polski do Unii Europejskiej. Podstawą ich mandatów był art. 25 ust. 2 traktatu ateńskiego.

## Lista posłów
| \| Ugrupowanie polityczne[2] \| Ugrupowanie polityczne[2] \| V–VII 2004 \| \| ------------------------- \| -------------------------------------------------------------------------------------------------------------------------------------------------------------------------------------------------- \| ---------- \| \| \| Grupa Socjalistyczna w Parlamencie Europejskim Sojusz Lewicy Demokratycznej (21) Socjaldemokracja Polska (4) Unia Pracy (1) Niezależni (1) \| 27 \| \| \| Europejska Partia Ludowa (Chrześcijańscy Demokraci) i Europejscy Demokraci Platforma Obywatelska RP (5) Polskie Stronnictwo Ludowe (5) Blok Senat 2001 (2) Koło Poselskie Konserwatywno-Ludowe (1) \| 13 \| \| \| Unia na rzecz Europy Narodów Prawo i Sprawiedliwość (4) \| 4 \| \| \| Niezrzeszeni Samoobrona Rzeczpospolitej Polskiej (4) Liga Polskich Rodzin (3) Polski Blok Ludowy (1) Ruch Katolicko-Narodowy (1) Partia Ludowo-Demokratyczna (1) \| 10 \| \| \| \| 54 \| | Podział 54 mandatów: PES: 27 EPL: 13 UEN: 4 Niezrz.: 10 |            |
| Ugrupowanie polityczne | Ugrupowanie polityczne | V–VII 2004 |
| | Grupa Socjalistyczna w Parlamencie Europejskim Sojusz Lewicy Demokratycznej (21) Socjaldemokracja Polska (4) Unia Pracy (1) Niezależni (1)                                                         | 27         |
| | Europejska Partia Ludowa (Chrześcijańscy Demokraci) i Europejscy Demokraci Platforma Obywatelska RP (5) Polskie Stronnictwo Ludowe (5) Blok Senat 2001 (2) Koło Poselskie Konserwatywno-Ludowe (1) | 13         |
| | Unia na rzecz Europy Narodów Prawo i Sprawiedliwość (4) | 4          |
| | Niezrzeszeni Samoobrona Rzeczpospolitej Polskiej (4) Liga Polskich Rodzin (3) Polski Blok Ludowy (1) Ruch Katolicko-Narodowy (1) Partia Ludowo-Demokratyczna (1)                                   | 10         |
| | | 54         |

## Przynależność klubowa

### Stan na koniec kadencji
Polscy posłowie V kadencji zrzeszeni byli w następujących grupach:
- Grupa Socjalistyczna w Parlamencie Europejskim – 27 posłów,
- Grupa Europejskiej Partii Ludowej (Chrześcijańskich Demokratów) i Europejskich Demokratów – 13 posłów,
- Grupa Unii na rzecz Europy Narodów – 4 posłów
- Posłowie niezrzeszeni – 10 posłów.

| Grupa Socjalistyczna w Parlamencie Europejskim                                                                                           | Grupa Socjalistyczna w Parlamencie Europejskim                                                                                          | Grupa Socjalistyczna w Parlamencie Europejskim                                                                                 | Grupa Socjalistyczna w Parlamencie Europejskim                                                                                  |
| --- | --- | --- | --- |
| | | | |
| - Danuta Ciborowska - Grażyna Ciemniak - Zygmunt Cybulski - Bernard Drzęźla - Piotr Gadzinowski - Andrzej Gawłowski - Genowefa Grabowska | - Zofia Grzebisz-Nowicka - Tadeusz Iwiński - Jerzy Jaskiernia - Bronisława Kowalska - Józef Kubica - Bogusław Liberadzki - Janusz Lisak | - Bogusław Litwiniec - Agnieszka Pasternak - Andrzej Pęczak - Jerzy Pieniążek - Bogdan Podgórski - Sylwia Pusz - Robert Smoleń | - Jerzy Wenderlich - Marek Widuch - Marek Wikiński - Małgorzata Winiarczyk-Kossakowska - Zbyszek Zaborowski - Marian Żenkiewicz |
| Grupa Europejskiej Partii Ludowej (Chrześcijańskich Demokratów) i Europejskich Demokratów                                                | | | |
| | | | |
| - Andrzej Chronowski - Zbigniew Chrzanowski - Andrzej Gałażewski - Andrzej Grzyb                                                         | - Bogdan Klich - Eugeniusz Kłopotek - Janusz Lewandowski - Jacek Protasiewicz                                                           | - Czesław Siekierski - Jerzy Smorawiński - Jan Tomaka - Edmund Wittbrodt                                                       | - Janusz Wojciechowski |
| Grupa Unii na rzecz Europy Narodów | | | |
| | | | |
| - Adam Bielan | - Michał Kamiński | - Marcin Libicki | - Aleksander Szczygło |
| Posłowie niezrzeszeni | | | |
| | | | |
| - Adam Biela - Krzysztof Filipek - Maciej Giertych                                                                                       | - Wacław Klukowski - Andrzej Lepper - Stanisław Łyżwiński                                                                               | - Antoni Macierewicz - Krzysztof Rutkowski - Witold Tomczak                                                                    | - Genowefa Wiśniowska |

### Poseł, którego mandat wygasł w trakcie kadencji
| Poseł | Poseł          | Data wygaśnięcia mandatu | Przyczyna              | Następca           |
| ----- | -------------- | ------------------------ | ---------------------- | ------------------ |
|       | Ryszard Kalisz | 1 maja 2004(dts)         | zrzeczenie się mandatu | Zbyszek Zaborowski |